# Буяр Нішані
Буяр Фаїк Нішані (алб. Bujar Faik Nishani; 29 вересня 1966 — 28 травня 2022) — албанський державний діяч, президент країни з 24 липня 2012 року до 24 липня 2017 року.

## Біографія
Нішани народився в місті Дуррес 29 вересня 1966 року. 1988 закінчив військову академію в Тирані. 1991 року став членом Демократичної партії. В середині 1990-их виїхав до США і 1996 року закінчив Університет в Сан-Антоніо (штат Техас). Згодом був переведений до аспірантури одного з університетів Каліфорнії, де 1997 року здобув науковий ступінь. Того ж року повернувся до Албанії. Після поразки Демократичної партії на виборах до Народних зборів 1997 року, очолив неурядову організацію Військовий Євроатлантичний форум. 2005 року здобув ступінь магістра європейських наук. 2007 став міністром внутрішніх справ. 2009 року, коли Албанія вступила до НАТО, він пішов з МВС і став міністром юстиції. 2011 повернувся до МВС і знову його очолив. Брав участь у виборах президента 2012 і здобув у них перемогу. 24 липня 2012 склав присягу на посту президента країни.